# داماريس جونسون
داماريس جونسون (بالإنجليزية: Damaris Johnson)‏ هو لاعب كرة قدم أمريكية أمريكي، ولد في 22 نوفمبر 1989 في نوركو في الولايات المتحدة.

## وصلات خارجية
- داماريس جونسون على موقع مرجع كرة القدم المحترفة.كوم (الإنجليزية)